# 쿨롬
쿨롬(coulomb, 기호 C)은 국제단위계의 전하의 단위다. 샤를 드 쿨롱(1736 - 1806)의 이름을 땄다. 국제단위계에서는 초와 암페어의 곱인 유도 단위로 취급한다.

## 정의
1쿨롱은 전류 1암페어가 1초 동안 흘렀을 때 이동한 전하의 양이다.
{\displaystyle 1\;\mathrm {C} =1\;\mathrm {A} \times 1\;\mathrm {s} }
쿨롬은 원칙적으로 전자나 기본 전하의 전하량에 의해 정의될 수 있다.
조지프슨 상수(Josephson constant) {\displaystyle K_{\text{J}}} (CIPM (1988) Recommendation 1, PV 56; 19)와 폰클리칭 상수(von Klitzing constant) {\displaystyle R_{\text{K}}} (CIPM (1988), Recommendation 2, PV 56; 20)의 값을 관례적으로 (KJ ≡ 4.835 979×1014 Hz/V and RK ≡ 2.5812807×104 Ω)를 사용하기 때문에, 이 값을 이용해서 쿨롬을 기본 전하의 약 6.24150962915265×1018배로
정의할 수도 있으나, 현재 이러한 정의는 쓰이지 않고 있다. 다만, 2015년 경에 쿨롬을 이렇게 재정의하는 계획이 진행 중이다.

## 변환
- 전자 1 몰(약6.022×1023, 또는 아보가드로 수)의 전하 (곱하기 −1)을 패러데이 상수

{\displaystyle F=96.4853415\;{\text{kC}}}
라고 부른다. 즉, 아보가드로 수 (NA)를 기준으로 나타내면, 1쿨롬은 대략 1.036 × NA × 10−5개의 기본전하이다.
- 1 암페어 시간 (A · h)은 3600 쿨롬과 같다.
- 기본 전하는 약 160.2176 zC이다.

## SI 단위
| 약수                                                 | 약수 | 약수         |        | 배수 | 배수     | 배수 |
| 값                                                   | 기호 | 이름         | 값     | 기호 | 이름     |      |
| 10–1 C                                               | dC   | 데시쿨롬     | 101 C  | daC  | 데카쿨롬 |      |
| 10–2 C                                               | cC   | 센티쿨롬     | 102 C  | hC   | 헥토쿨롬 |      |
| 10–3 C                                               | mC   | 밀리쿨롬     | 103 C  | kC   | 킬로쿨롬 |      |
| 10–6 C                                               | µC   | 마이크로쿨롬 | 106 C  | MC   | 메가쿨롬 |      |
| 10–9 C                                               | nC   | 나노쿨롬     | 109 C  | GC   | 기가쿨롬 |      |
| 10–12 C                                              | pC   | 피코쿨롬     | 1012 C | TC   | 테라쿨롬 |      |
| 10–15 C                                              | fC   | 펨토쿨롬     | 1015 C | PC   | 페타쿨롬 |      |
| 10–18 C                                              | aC   | 아토쿨롬     | 1018 C | EC   | 엑사쿨롬 |      |
| 10–21 C                                              | zC   | 젭토쿨롬     | 1021 C | ZC   | 제타쿨롬 |      |
| 10–24 C                                              | yC   | 욕토쿨롬     | 1024 C | YC   | 요타쿨롬 |      |
| 보편적으로 사용되는 접두어는 굵은 글씨로 표기하였음. |      |              |        |      |          |      |

## 같이 보기
- 쿨롱의 법칙
- 전류
- 패러데이 상수
- 전기의 양
- SI 단위